# Juno Awards 2015
Die Juno Awards 2015 wurden in Hamilton, Ontario am 14. und 15. März 2015 vergeben. Die Hauptveranstaltung fand im FirstOntario Centre statt und wurde von CTV übertragen. Die gesamte Woche vorher, beginnend mit dem 9. März stand im Zeichen der Verleihung. Die Veranstaltung fand das insgesamt sechste und das erste Mal seit den Juno Awards 2001 in Hamilton statt.

## Events
Die Hauptshow wurde von Hedley-Sänger Jacob Hoggard moderiert. Auftritte gab es von:
- Arkells[6]
- deadmau5
- Hedley
- Kiesza
- Lights
- Magic!
- Shawn Mendes
- Alanis Morissette
- Sam Roberts Band

CTVs Übertragung und die Wiederholung erreichte 1,6 Millionen Zuschauer.
Der Juno Cup zwischen Musikern und ehemaligen NHL-Spielern fand am 13. März im Dave Andreychuk Mountain Arena & Skating Centre statt.

## Gewinner und Nominierte
Alanis Morissette wurde in die Canadian Music Hall of Fame aufgenommen. Rush erhielt den Allan Waters Humanitarian Award. Der Walt Grealis Special Achievement Award wurde an Ray Danniels von Anthem Records (Rush) und SRO Management verliehen.
Die Nominierungen wurden am 27. Januar 2015 verkündet.

### Personen
| Artist of the Year | Group of the Year |
| --- | --- |
| - The Weeknd - Bryan Adams - deadmau5 - Leonard Cohen - Sarah McLachlan | - Arkells - Chromeo - Mother Mother - Nickelback - You+Me |
| Breakthrough Artist of the Year | Breakthrough Group of the Year |
| - Kiesza - Glenn Morrison - Jess Moskaluke - Mac DeMarco - Shawn Mendes | - Magic! - Adventure Club - Alvvays - USS - Zeds Dead |
| Fan Choice Award | Songwriter of the Year |
| - Michael Bublé - Arcade Fire - Bobby Bazini - Drake - Hedley - Leonard Cohen - Magic! - Nickelback - Serge Fiori - You+Me | - Afie Jurvanen – All the Time, Bitter Memories, Stronger Than That aus Bahamas Is Afie von Bahamas - Catherine MacLellan – Jack’s Song, Tell Me Luella, The Raven’s Sun aus The Raven’s Sun von Catherine MacLellan - Henry Cirkut Walter – Birthday, Dark Horse feat. Juicy J aus Prism von Katy Perry; Wild Wild Love aus Globalization von Pitbull - Jenn Grant – Bring Me a Rose, No One’s Gonna Love You (Quite Like I Do), Trailer Park aus Compostela by Jenn Grant - Magic! – Don’t Kill the Magic, Let Your Hair Down, Rude aus Don’t Kill the Magic by Magic! |
| Producer of the Year | Recording Engineer of the Year |
| - Adam Messinger – Change Your Life aus The New Classic von Iggy Azalea; Rude aus Don’t Kill the Magic by Magic! - Eric Ratz – Ghosts aus Ghosts by Big Wreck; Leather Jacket aus High Noon von Arkells - Gavin Brown – I Am Machine von Three Days Grace; Reaper Man aus Very Good Bad Thing von Mother Mother - Jesse Zubot – Caribou, Uja aus Animism von Tanya Tagaq - Thomas Tawgs Salter – Soundwave von Trevor Guthrie; Up We Go aus Little Machines von Lights | - Eric Ratz – Ghosts aus Ghosts von Big Wreck; Satellite Hotel aus Black Buffalo von One Bad Son - George Seara – Got to Have It, Whole Day aus Greatest Hits von jacksoul - Jeremy Darby – Mosaic, Nomad’s Arrival aus Mandala von Monsoon - John Beetle Bailey – Any Day Now aus Just Passing Through von The Breithaupt Brothers; Fine and Mellow aus Because of Billie von Molly Johnson - Lenny DeRose – I Am Machine von Three Days Grace; Reaper Man aus Very Good Bad Thing von Mother Mother                                                                    |

### Alben
| Album of the Year | Aboriginal Album of the Year |
| --- | --- |
| - Leonard Cohen, Popular Problems - Bobby Bazini, Where I Belong - Hedley, Wild Life - Nickelback, No Fixed Address - Serge Fiori, Serge Fiori | - Tanya Tagaq, Animism - Crystal Shawanda, The Whole World’s Got the Blues - Digging Roots, For the Light - Leela Gilday, Heart of the People - Tomson Highway, The (Post) Mistress |
| Adult Alternative Album of the Year | Adult Contemporary Album of the Year |
| - Bahamas, Bahamas Is Afie - Jenn Grant, Compostela - Jeremy Fisher, The Lemon Squeeze - Leonard Cohen, Popular Problems - The Barr Brothers, Sleeping Operator | - Sarah McLachlan, Shine On - Alysha Brilla, Womyn - Jann Arden, Everything Almost - Cœur de pirate, Trauma: Chansons de la série télé (saison no. 5) - Ndidi, Dark Swing |
| Alternative Album of the Year | Blues Album of the Year |
| - July Talk, July Talk - Alvvays, Alvvays - Chad VanGaalen, Shrink Dust - Tanya Tagaq, Animism - Timber Timbre, Hot Dreams | - Steve Hill, Solo Recordings, Vol. 2 - JW-Jones, Belmont Boulevard - Steve Strongman, Let Me Prove It to You - The 24th Street Wailers, Wicked - Harpoonist & The Axe Murderer, A Real Fine Mess |
| Children’s Album of the Year | Classical Album of the Year – Solo or Chamber Ensemble |
| - Fred Penner, Where in the World - Bobs and LoLo, Wave Your Antlers - LuLu et le Matou, Le chat botté - Raffi, Love Bug - Splash’N Boots, Happy Times | - James Ehnes, Bartok: Chamber Works for Violin Vol. 3 - Angèle Dubeau & La Pietà, Blanc - David Krakauer, Matt Haimovitz, Socalled, Jonathan Crow & Geoffrey Burleson, Akoka: Reframing Olivier Messiaen’s Quartet for the End of Time - Jonathan Crow & Paul Stewart, Prokofiev: Sonates & Mélodies - Karl Stobbe, Ysaÿe Sonatas for Solo Violin                          |
| Classical Album of the Year – Large Ensemble or Soloist(s) with Large Ensemble Accompaniment | Classical Album of the Year – Vocal or Choral Performance |
| - Angela Hewitt, MOZART: Piano Concertos Nos. 22 & 24 - James Ehnes, Khachaturian/Shostakovich - Orchestre symphonique de Montréal & Kent Nagano, Beethoven: Symphonies Nos. 1 & 7, Departure – Utopia - Toronto Symphony Orchestra, Peter Oundjian, Rimsky-Korsakov: Sheherazade - Yannick Nézet-Séguin & Orchestre Métropolitain, Bruckner 3 | - Gerald Finley & Julius Drake, Schubert: Winterreise - Julie Boulianne, Clavecin en concert & Luc Beauséjour, Handel & Porpora: The London Years - Karina Gauvin, Les Violons du Roy & Bernard Labadie, Mozart: Opera & Concert Arias - Studio de musique ancienne de Montréal, Terra Tremuit - Theatre of Early Music, Schola Cantorum, Daniel Taylor, The Heart’s Refuge |
| Contemporary Christian/Gospel Album of the Year | Country Album of the Year |
| - Manic Drive, VIP - Chelsea Amber, Introducing Chelsea Amber - Drew Brown, Analog Love in Digital Times - Manafest, The Moment - Tim Neufeld, The Joy | - Dallas Smith, Lifted - Jess Moskaluke, Light Up the Night - Kira Isabella, Caffeine & Big Dreams - MacKenzie Porter, MacKenzie Porter - The Road Hammers, Wheels |
| Electronic Album of the Year | Francophone Album of the Year |
| - Caribou, Our Love - deadmau5, while(1<2) - Lydia Ainsworth, Right from Real - Plastikman, EX - Ryan Hemsworth, Alone for the First Time | - Jimmy Hunt, Maladie d’amour - Klô Pelgag, L’alchimie des monstres - Philippe B, Ornithologie, la nuit - Sagot, Valse 333 - Serge Fiori, Serge Fiori |
| Instrumental Album of the Year | International Album of the Year |
| - Quartango, Encuentro - Canadian Brass, Great Wall of China - Daniel Lanois, Flesh and Machine - John Stetch, Off with the Cuffs - Sultans of String, Symphony! | - Sam Smith, In the Lonely Hour - Katy Perry, Prism - Lorde, Pure Heroine - One Direction, Midnight Memories - Taylor Swift, 1989 |
| Jazz Album of the Year – Solo | Jazz Album of the Year – Group |
| - Kirk MacDonald, Vista Obscura - Jim Head, Zoetrope - Lenny Breau, LA Bootleg 1984 - Marianne Trudel, La vie commence ici - Owen Howard, Drum Lore Vol. 2 – More Lore | - Jane Bunnett and Maqueque, Jane Bunnett and Maqueque - Andrew Downing, Jim Lewis & David Occhipinti, Bristles - Bobby Rice, Bobby Rice Latin Jazz Big Band: X-Treme Latin Jazz - Brian Dickinson Trio, Fishs Eddy - Myriad3, The Where |
| Vocal Jazz Album of the Year | Metal/Hard Music Album of the Year |
| - Diana Panton, Red - Angela Galuppo, Angela Galuppo - Elizabeth Shepherd, The Signal - Julie Crochetière, Counting Dreams - Molly Johnson, Because of Billie | - Devin Townsend Project, Z² - Kataklysm, Waiting for the End to Come - Shooting Guns, Brotherhood of the Ram - Single Mothers, Negative Qualities - Skull Fist, Chasing the Dream |
| Pop Album of the Year | Rock Album of the Year |
| - Lights, Little Machines - Avril Lavigne, Avril Lavigne - Down with Webster, Party for Your Life - Magic!, Don’t Kill the Magic - Nikki Yanofsky, Little Secret | - Arkells, High Noon - Big Wreck, Ghosts - Sam Roberts Band, Lo-Fantasy - The Glorious Sons, The Union - Your Favorite Enemies, Between Illness and Migration |
| Roots & Traditional Album of the Year – Solo | Roots & Traditional Album of the Year – Group |
| - Catherine MacLellan, The Raven’s Sun - Amelia Curran, They Promised You Mercy - Del Barber, Prairieography - James Hill, The Old Silo - Matt Andersen, Weightless | - The Bros. Landreth, Let It Lie - Blackie and the Rodeo Kings, South - Elliott Brood, Work and Love - The Deep Dark Woods, Jubilee - The Once, Departures |
| World Music Album of the Year | |
| - Quique Escamilla, 500 Years of Night - Ayrad, Ayrad - Eccodek, Singing in Tongues - Emmanuel Jal, The Key - Pierre Kwenders, Le dernier empereur bantou | |

### Lieder und Aufnahmen
| Single of the Year | Classical Composition of the Year |
| --- | --- |
| - Magic!, Rude - Drake feat. Majid Jordan, Hold On, We're Going Home - Hedley, Crazy for You - Kiesza, Hideaway - Sam Roberts Band, We're All in This Together                             | - Brian Current, Airline Icarus - Alice Ping Yee Ho, Glistening Pianos - Gordon Fitzell, Magister Ludi - Jacques Hétu, Sextet, OP. 71 - John Estacio, Triple Concerto for Violin, Cello, Piano and Orchestra |
| Dance Recording of the Year | R&B/Soul Recording of the Year |
| - Kiesza, Sound of a Woman - Adventure Club, Calling All Heroes - Chromeo, White Women - Glenn Morrison, Goodbye - Trevor Guthrie, Soundwave                                               | - The Weeknd, Often - Ben Stevenson, Dirty Laundry - jacksoul, Got to Have It - JRDN, JRDN - Melanie Durrant, Four Seasons                                                                                   |
| Rap Recording of the Year | Reggae Recording of the Year |
| - Naturally Born Strangers, The Legends League Presents: Naturally Born Strangers - Marco Polo, PA2: The Director's Cut - P Reign, Dear America - Saukrates, Amani - Tre Mission, Stigmata | - Exco Levi, Welcome the King - Kirk Diamond feat. Bob da Builda, Love Inna Wi Heart - Mikey Dangerous, Wake Up - Steele, Hold On Till I Die - Tasha T, Real Talk                                            |

### Weitere
| Recording Package of the Year | Video of the Year |
| --- | --- |
| - Pilgrimage – Steve Bell: Roberta Hansen (Art Director/Designer/Illustrator), Mike Latschislaw (Photographer) - Free Will – Bry Webb: Alex Durlak (Art Director/Designer), Jeff McMurrich and Bry Webb (Art Directors) - Wonders of the World – The Lost Fingers: Caroline Blanchette (Art Director) - Pup – Pup: Menno Versteeg (Art Director), Zack Mykula (Designer), Jason Bartell (Illustrator), Yoshi Cooper (Photographer) - Hot Dreams – Timber Timbre: Taylor Kirk (Art Director/Designer/Photographer), Robyn Kotyk (Designer), Laura Margaret Ramsey (Photographer) | - Hideaway – Kiesza: Kiesza, Blayre Ellestad, Rami Afuni and Ljuba Castot - Preach – SonReal:Dane Collison - Lost You – Zeds Dead feat. Twin Shadow: Grandson & Son - Guilt Trip – Pup: Jeremy Schaulin-Rioux and Chandler Levack - Not Up to Me – Kandle: Natalie Rae Robison |